# クリスティアン・ラミレス
クリスティアン・レオネル・ラミレス・ザンブラーノ（Cristian Leonel Ramírez Zambrano, 1994年8月12日 - ）は、エクアドル・サント・ドミンゴ出身のサッカー選手。フェレンツヴァーロシュTC所属。ポジションはDF。

## 経歴

### クラブ
2013年、2. ブンデスリーガのフォルトゥナ・デュッセルドルフへ加入。翌2014-15シーズンは1.FCニュルンベルクでプレー。2015年にはハンガリーのフェレンツヴァーロシュTCへレンタル移籍した後に完全移籍し、2年間でリーグタイトルを含む4タイトルを獲得した。
2017年1月9日、ロシア・プレミアリーグのFCクラスノダールと4年半契約を締結した。

### 代表
2013年11月20日に行われたホンジュラス戦でエクアドル代表デビューを果たした。

## タイトル

### クラブ
フェレンツヴァーロシュ
- ネムゼティ・バイノクシャーグI : 2015-16
- マジャル・クパ : 2014-15, 2015-16
- リーガ・クパ : 2014-15